# Metiochodes sikkimensis
Metiochodes sikkimensis är en insektsart som beskrevs av Bhowmik 1968. Metiochodes sikkimensis ingår i släktet Metiochodes och familjen syrsor. Inga underarter finns listade i Catalogue of Life.